# Fredrik Johannesson
Fredrik Kruse Johannesson, född 27 januari 1896 i Oskarshamn, död 7 maj 1949 i Lidingö, var en svensk rektor.
Fredrik Johannesson var son till trävaruhandlaren Adolf Johannesson. Han avlade studentexamen i Linköping 1914 och studerade därefter vid Uppsala universitet där han blev filosofie kandidat 1916, filosofie magister 1918, filosofie licentiat 1920 och filosofie doktor 1922. Han ägnade sig därefter åt lärarverksamhet och tjänstgjorde i Skara och Eksjö, där han 1929 blev lektor i modersmålet och historia. 1933 blev Johannesson rektor för Lidingö högre allmänna läroverk. Han var 1923–1932 verkställande sekreterare i riksdagens interparlamentariska grupp. Han deltog även i det kommunala arbetet, bland annat som medlem av stadsfullmäktige i Lidingö från 1939 och ledamot av Lidingö drätselkammare från 1945. Johannesson företog vidsträckta resor i såväl Europa som Amerika. Bland hans utgivna skrifter märks doktorsavhandlingen Det panamerikanska problemet 1826–1920 (1922), Interparlamentariska unionen (1928), Den svenska riksstyrelsen (1931, 2:a upplagan 1942) och Statsteoretiska studier (1931). Johannesson är begravd på Lidingö kyrkogård.